# 大平山 (大仙市)
大平山（おおひらやま、たいへいざん）は、秋田県大仙市にある標高387.6mの山である。太平山とも表記され、地元では姫神山（ひめがみやま）、西山（にしやま）という別名がある。
テレビ局のアナログテレビ放送・デジタルテレビ放送の大曲中継局が置局されており、仙北平鹿地域の内、東側の一部・仙北市方面を除く大半の地域に向けて電波を発射している。なお、ここでは北麓に置局されている大曲伊岡テレビ中継局についても併せて記述する。

## 概要

大仙市大曲地区のマンホールの蓋

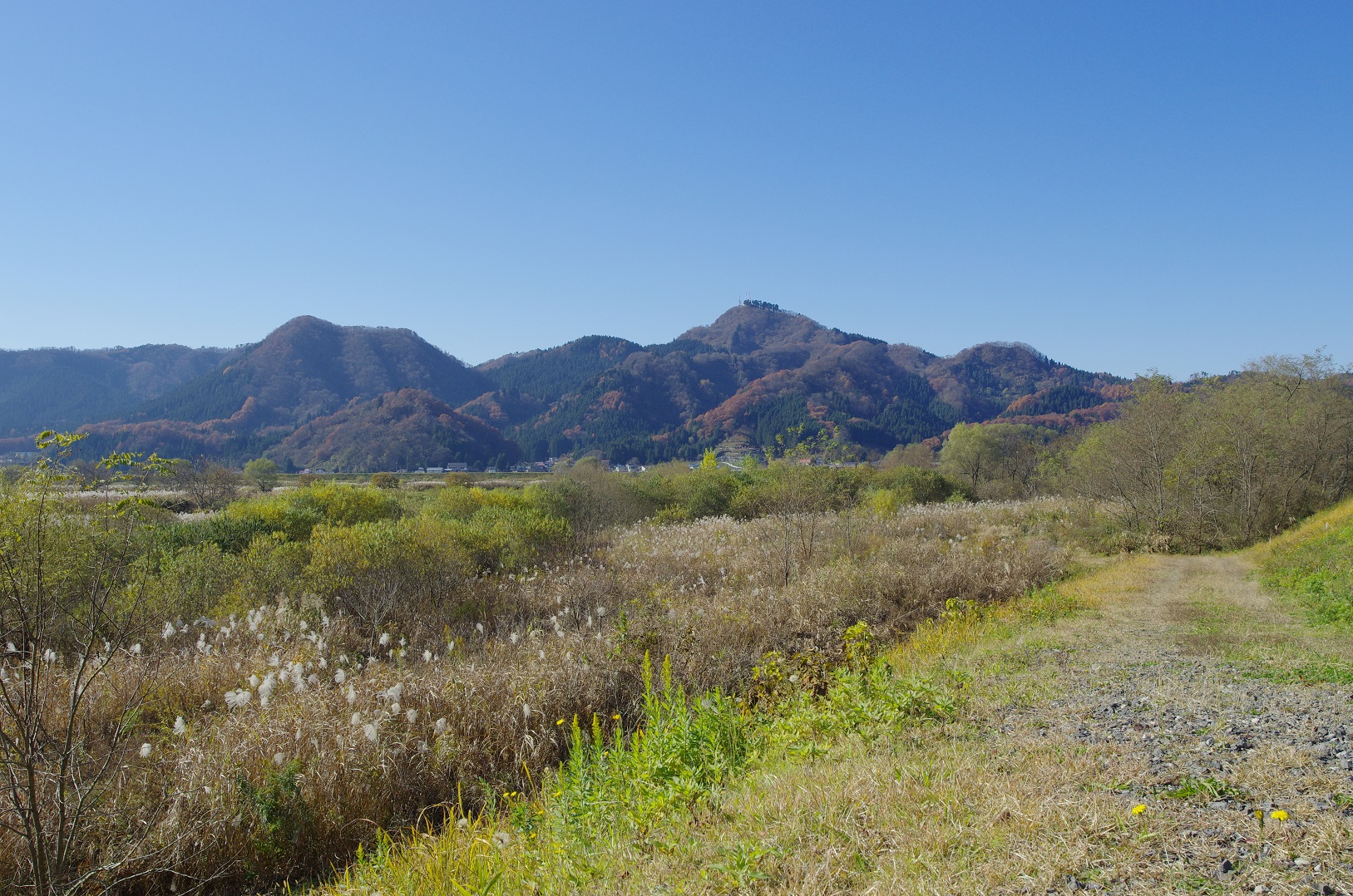
雄物川河岸より太平山を望む（山頂に中継局アンテナが確認できる）

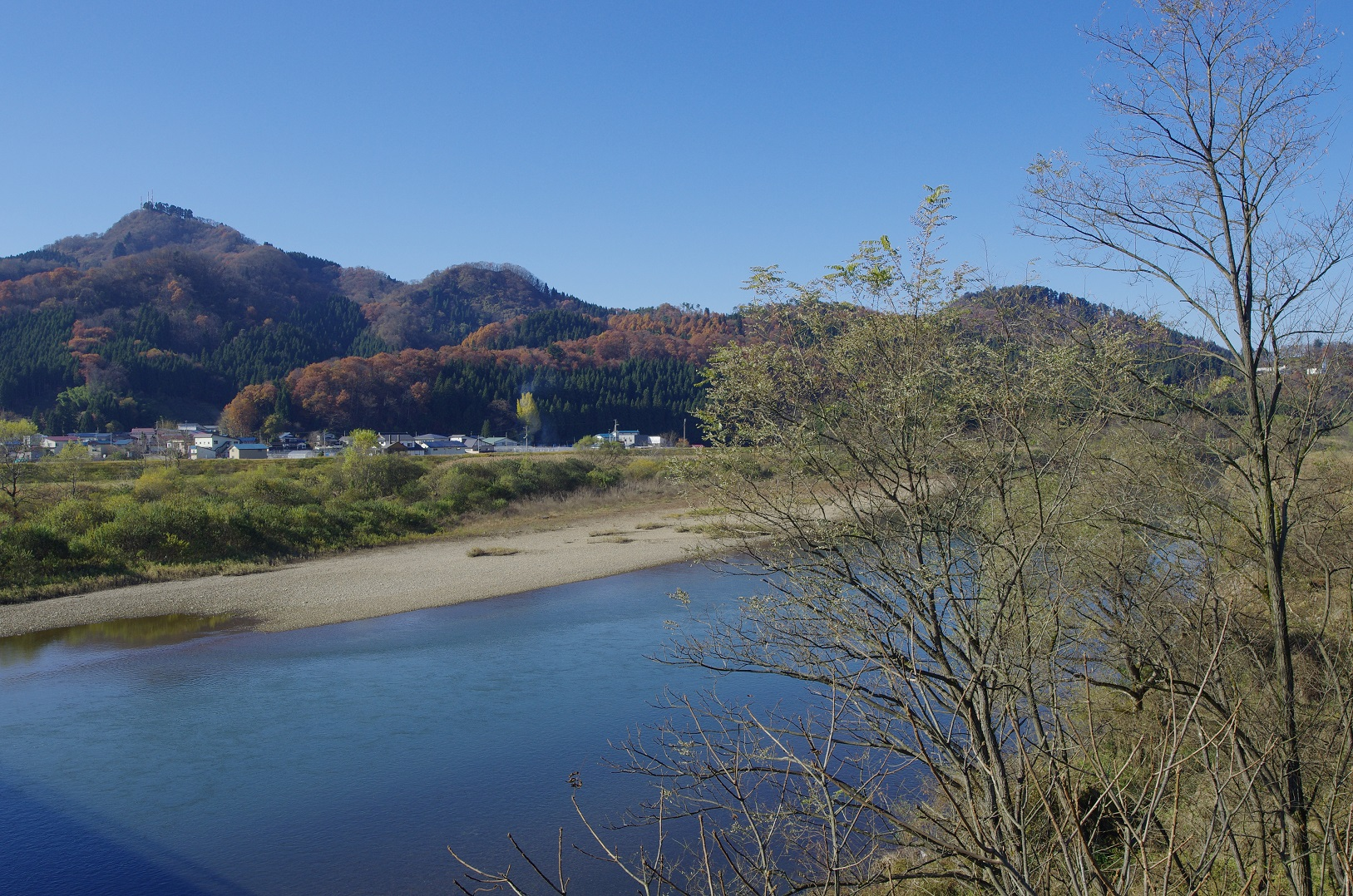
大曲大橋上より太平山と雄物川を望む

大仙市の旧大曲市街地西部に聳え立つ。地元では「大平山」よりも「姫神山」の名が浸透しており、市町村合併により大仙市が発足する際、新市名の候補に「姫神市」があがったほどである。大仙市大曲地区のマンホールの蓋は、ブルーノ・タウトが絶賛した丸子川・大平山の風景と全国花火競技大会がデザインされている。
山では安山岩が産出され、蛭川集落では石材店が密集している。冬以外は登山・散歩・ピクニック・山菜採りの客のほか、遠足や部活動に励む姿が見受けられる。

## 周辺の施設等

### 山頂

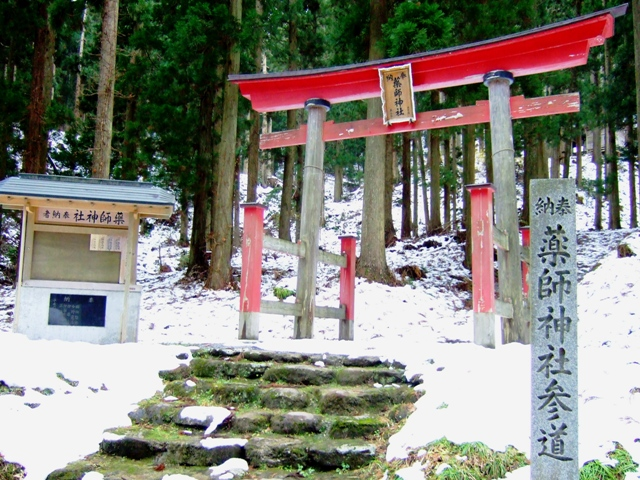
各テレビ局の中継局 - 詳細は下記の#テレビ中継局送信設備概要を参照。
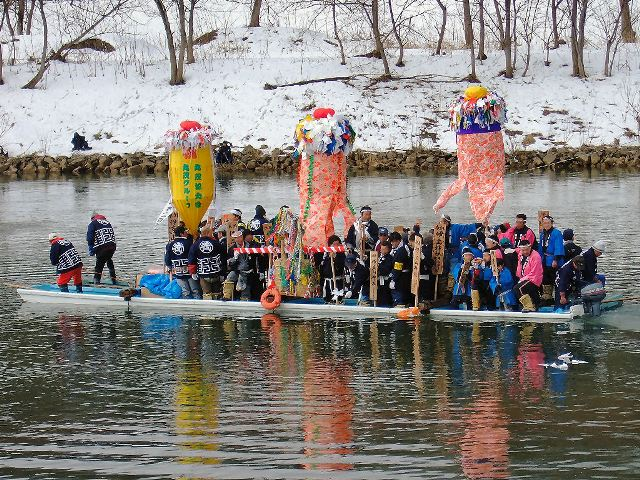
携帯電話基地局
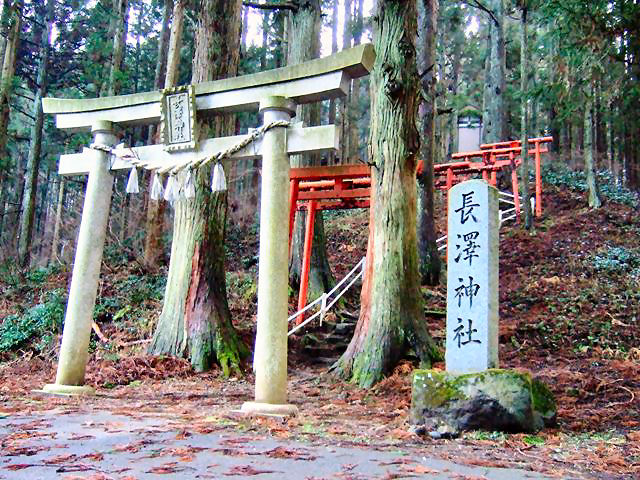
太平山三吉神社 - 「太平山三吉神社」であり、「大平山三吉神社」ではない。中腹の薬師神社（後述）には「太平山塔」があるが同様に「太」を用いている。
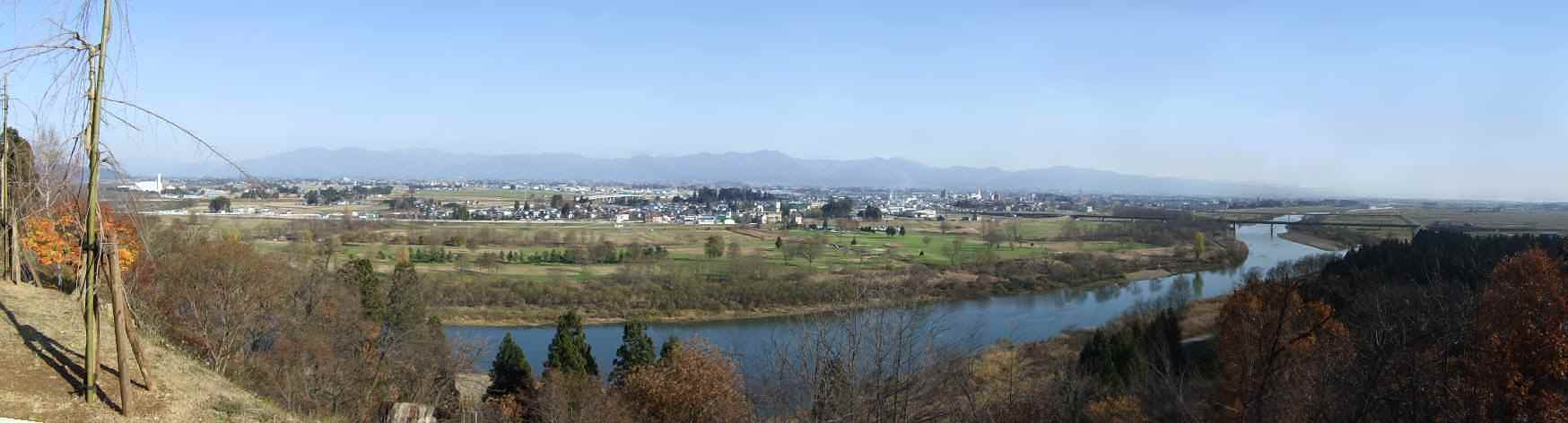
祠（ほこら）
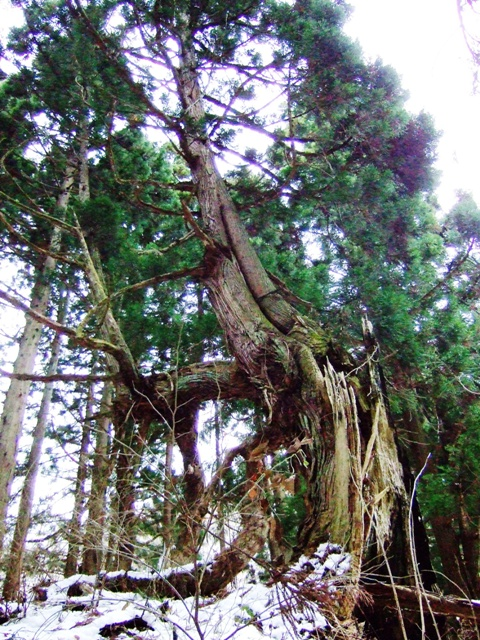
二等三角点 - コード：TR25940135401、点名：姫神、所在地：大仙市大字蛭川字石山下姫神山4

### 中腹・麓
- 雄物川
- 玉川
- 秋田自動車道
  - 大曲IC
- 全国花火競技大会会場
- 大曲ファミリースキー場
- 南外スキー場
- 秋田県立大曲支援学校
- 秋田県立農業科学館
- 大仙市立大曲西中学校
- 大仙市立南外小学校
- 大仙市立大曲西根小学校
- 小沢遺跡[3]
- 松山遺跡[4]
- 薬師神社
802年に坂上田村麻呂が建立したと伝えられる神社。参道には西国三十三観音像が祀られ（同じ番号のものが2体ある）、鳥居の奥には樹齢数百年といわれる杉の大木が何本もそびえる[5]。
- 伊豆山神社
伊豆山山頂に鎮座する神社。804年に坂上田村麻呂が建立したと伝えられ、いわゆる「川を渡る梵天」では梵天が奉納される[6]。
- 長沢神社
民有林林道姫神線沿いにある。地元で信仰のあった地蔵尊を祀っている。神社本庁には属していない神社[7][8]。
- 姫神公園
姫神公園は姫神公園登山口付近にある公園。秋田魁新報社が選定した「新秋田観光三十景」に選ばれている。公園内にはジャンボ滑り台やアスレチック、テニスコートなどが整備されている。
- バッケ杉
「バッケ」とは「お化け」の意で、その名の通り杉の木とは思えない異様な形をした巨木。
- 嫗杉（うばすぎ）
- アオヤジロ
蛭川登山道入り口近くに立つ木。数本しか現存しないアオヤジロのうちの一本。
- ねじれ杉
伊豆山神社の参道にある杉。上から見て反時計回りに大きくねじれている。
- 大杉
西山十泉の六番 女坂の泉の傍らにある杉の大木。
- 孕杉（はらみすぎ）
長沢神社のすぐ脇にある杉。お産の神として崇められている。
- 傘松
かつて伊豆山山頂にそびえていた松。高さ八丈 (24.24m) 周囲二丈八尺 (8.48m)、樹齢1,000年以上で二十里 (78.54 km) 離れた場所からも見えたという。坂上田村麻呂が雨宿りをしたため傘松の名がついたと言われている。1886年（明治19年）暴風で倒れたため現在はない。一部が伊豆山神社に保存されている。
- 西山十泉
姫神山内にある十個の清水。西山十泉の名からわかるように大曲側を中心としている。1986年（昭和61年）に花館の昔を語る会が設置したものである。なお、山内にはこの十箇所しか泉がないわけではない。泉の番号と名前は以下の通り。
  - 一番 阿部之古城水屋尻の清水
  - 二番 笛が沢のおたでの清水
  - 三番 笛が沢下の清水
  - 四番 伊豆山うがい湯の清水
  - 五番 伊豆山せったい場の清水
  - 六番 女坂の清水
  - 七番 かなか沢の清水
  - 八番 長沢の地蔵尊の清水
  - 九番 若林の清水
  - 十番 ガニ沢の清水（のでの清水）

- 薬師神社
- 川を渡る梵天
- 長沢神社
- 姫神公園からの眺め
- 嫗杉

## 登山道
主なものは姫神公園登山道、蛭川登山道、南外登山道の3つがある。
姫神公園登山道は、山頂から見て北東に位置する松山公園（姫神公園）から登るルートで全長約2.1 km、約一時間のコースである。最も利用者が多い。
蛭川登山道は蛭川集落の奥にある入口から登るルート。入口からわずか5分で姫神公園登山道と合流した後約30分で山頂に至る。
南外登山道は南外スキー場付近から登るルート。先の2つのルートより整備が進んでいないが、山頂のすぐ近くまで自動車で登ることができる。そのため山頂の中継施設の整備の際はここから資材が搬入されることがある。現在地形図に載っている道は使用されておらず、別の葛折りの険阻な道が使用されている。
これらのルートの他に旧大曲市・旧神岡町の境界線上を登るルートや、薬師神社の奥から登るルートあるが、まったく整備されておらず、入口も分かりにくい。

## 鶴の羽形城物語
大平山の別名である姫神山という名前は、この地に残る「鶴の羽形城物語」という伝説が由来となっている。現在も周辺には伝説が元になった地名（通称名）がいくつか残っている。
- 笛が沢
- 馬捨場
- カツラ沢
- 祖母ヶ懐（うばがふところ、祖母懐とも）
- お助け沢

### あらすじ
奥羽征伐の義家は、神岡町神宮寺の鶴の羽形城にたてこもった安倍貞任を攻めたが、前は玉川と雄物川の合流地で、雨期で水量があり、両軍は川をはさんで対峙していた。馬で川原を歩む義家を遠目に見て貞任の娘貞姫は恋心を燃やし、川を渡り、義家の胸に抱かれた。貞姫の懐胎を知った貞任はあきらめさせようとしたが、姫の心は変わらず、怒った父は姫を生きながらにして山頂に埋めた。この城は義家の猛攻で落ちた。笛が沢は姫が笛を吹きつつ義家のもとに通った沢であり、カツラ沢は姫がカツラを落としたところ、カモジ沢は姫が捕手にカモジを投げつけた沢、忍び長根は忍ぶ恋路だった。白粉沢は姫が死出の化粧をした沢といわれ、毎年五月四日に姫神山の沢の水が白く濁るのは、姫が米をとぐため、五日に山頂に白旗がはためくのは、姫の体内の子が父義家を慕うためという。山頂にある姫神の宮は、村人が姫の悲恋をあわれんでたてたものという。鶴羽形城の名は、元桜樹にとんでいたところからきたという
。

## テレビ中継局送信設備概要

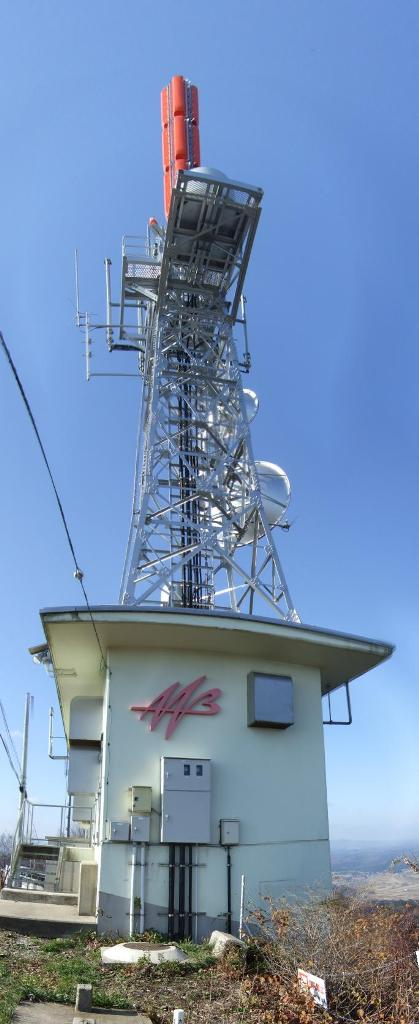
中継局（AAB）

### アナログテレビ中継局
| 放送局名          | チャンネル | 空中線電力         | ERP                    | 放送対象地域 | 放送区域内世帯数 |            |
| 大曲中継局        | 大曲中継局 | 大曲中継局         | 大曲中継局             | 大曲中継局   | 大曲中継局       | 大曲中継局 |
| ----------------- | ---------- | ------------------ | ---------------------- | ------------ | ---------------- | ---------- |
| AAB秋田朝日放送   | 41ch       | 映像300W 音声75W   | 映像4.1 kW 音声1.1 kW  | 秋田県       | 約6万世帯        |            |
| NHK秋田教育テレビ | 43ch       | 映像300W 音声75W   | 映像4.3 kW 音声1.1 kW  | 全国         | 約6万世帯        |            |
| NHK秋田総合テレビ | 45ch       | 映像300W 音声75W   | 映像4.3 kW 音声1.1 kW  | 秋田県       | 約6万世帯        |            |
| ABS秋田放送       | 47ch       | 映像300W 音声75W   | 映像3.7 kW 音声920W    | 秋田県       | 約6万世帯        |            |
| AKT秋田テレビ     | 51ch       | 映像300W 音声75W   | 映像4.2 kW 音声1.05 kW | 秋田県       | 約6万世帯        |            |
| 大曲伊岡中継局    |            |                    |                        |              |                  |            |
| NHK秋田教育テレビ | 40ch       | 映像100mW 音声25mW | 映像430mW 音声105mW    | 全国         | 約-世帯          |            |
| NHK秋田総合テレビ | 42ch       | 映像100mW 音声25mW | 映像430mW 音声105mW    | 秋田県       | 約-世帯          |            |
| ABS秋田放送       | 44ch       | 映像100mW 音声25mW | 映像430mW 音声105mW    | 秋田県       | 約-世帯          |            |
| AKT秋田テレビ     | 46ch       | 映像100mW 音声25mW | 映像430mW 音声105mW    | 秋田県       | 約-世帯          |            |
| AAB秋田朝日放送   | 48ch       | 映像100mW 音声25mW | 映像430mW 音声105mW    | 秋田県       | 約-世帯          |            |

#### 中継局置局住所
- 大曲中継局…大仙市蛭川字熊野山4番地（大平山山頂付近）
- 大曲伊岡中継局…大仙市内小友字上伊岡95番地（秋田自動車道大曲IC西方）

#### その他
- 大曲アナログ中継局及び大曲伊岡中継局については、該当項も参照の事。

### デジタルテレビ中継局

#### 大曲中継局
| 放送局名          | リモコンキーID | 物理チャンネル | 空中線電力 | ERP  | 放送対象地域 | 放送区域内世帯数 |
| ----------------- | -------------- | -------------- | ---------- | ---- | ------------ | ---------------- |
| NHK秋田総合テレビ | 1              | 23ch           | 30W        | 390W | 秋田県       | 約7万3千世帯     |
| NHK秋田教育テレビ | 2              | 19ch           | 30W        | 390W | 全国         | 約7万3千世帯     |
| ABS秋田放送       | 4              | 25ch           | 30W        | 380W | 秋田県       | 約7万3千世帯     |
| AAB秋田朝日放送   | 5              | 33ch           | 30W        | 410W | 秋田県       | 約7万3千世帯     |
| AKT秋田テレビ     | 8              | 26ch           | 30W        | 380W | 秋田県       | 約7万3千世帯     |

- デジタルテレビ中継局は、2006年10月1日に開局。
- デジタルテレビ中継局の放送エリアは、大仙市のほぼ全域と仙北市・横手市・湯沢市・秋田市南部・仙北郡美郷町・雄勝郡羽後町の各一部地域。
- 秋田県内のテレビ放送の中継局としては、秋田本局に次いで出力が高い。

#### 大曲伊岡中継局
| 放送局名          | リモコンキーID | 物理チャンネル | 空中線電力 | ERP   | 放送対象地域 | 放送区域内世帯数 |
| ----------------- | -------------- | -------------- | ---------- | ----- | ------------ | ---------------- |
| NHK秋田総合テレビ | 1              | 36ch           | 10 mW      | 40 mW | 秋田県       | 約60世帯         |
| NHK秋田教育テレビ | 2              | 34ch           | 10 mW      | 40 mW | 全国         | 約60世帯         |
| ABS秋田放送       | 4              | 32ch           | 10 mW      | 41 mW | 秋田県       | 約60世帯         |
| AAB秋田朝日放送   | 5              | 38ch           | 10 mW      | 40 mW | 秋田県       | 約60世帯         |
| AKT秋田テレビ     | 8              | 30ch           | 10 mW      | 不明  | 秋田県       | 約60世帯         |

- デジタルテレビ中継局は、2010年9月28日に予備免許交付、10月5日から試験放送開始、10月27日に本免許交付、11月1日から本放送開始。
- 大曲・大曲伊岡の両デジタル中継局置局住所については、上記アナログ中継局を参照の事。

#### 受信障害対策中継放送について
- 雄勝郡羽後町の一部では、地形などの関係で中継局からの電波が受信できず、それを解消するため無線共聴方式である「ギャップフィラー」による中継局を開局した。
- なお、物理チャンネルは「大曲中継局」と同じため、本項に記述する。

| 免許人                         | 放送局名          | リモコンキーID | 物理チャンネル | 空中線電力 | ERP                                | 放送対象地域 | 放送区域内世帯数 | 放送開始日 |
| ------------------------------ | ----------------- | -------------- | -------------- | ---------- | ---------------------------------- | ------------ | ---------------- | ---------- |
| 羽後西部地区テレビ共同受信組合 | NHK秋田総合テレビ | 1              | 23ch           | 10 mW      | こちらの外部リンクから参照されたし | 秋田県       | 28局で572世帯    | 2009年9月  |
| 羽後西部地区テレビ共同受信組合 | NHK秋田教育テレビ | 2              | 19ch           | 10 mW      | こちらの外部リンクから参照されたし | 全国         | 28局で572世帯    | 2009年9月  |
| 羽後西部地区テレビ共同受信組合 | ABS秋田放送       | 4              | 25ch           | 10 mW      | こちらの外部リンクから参照されたし | 秋田県       | 28局で572世帯    | 2009年9月  |
| 羽後西部地区テレビ共同受信組合 | AAB秋田朝日放送   | 5              | 33ch           | 10 mW      | こちらの外部リンクから参照されたし | 秋田県       | 28局で572世帯    | 2009年9月  |
| 羽後西部地区テレビ共同受信組合 | AKT秋田テレビ     | 8              | 26ch           | 10 mW      | こちらの外部リンクから参照されたし | 秋田県       | 28局で572世帯    | 2009年9月  |

- 概要及び放送エリア(PDFファイル)

### その他
- 当中継局を受信する場合、UHFアンテナ1本で済む為、湯沢市等でも受信しているところがある。尚、ラジオ放送に関しては、AMラジオは横手局(下記関連項目参照)または秋田ラジオ送信所、FMラジオは秋田本局または湯沢中継局からの放送を受信している。